# Vittorio Russo
Vittorio Russo  (* 1934 in Neapel; † 1997 in Maratea) war ein italienischer Romanist, Italianist und Danteforscher.

## Leben und Werk
Russo studierte an der Universität Neapel bei Salvatore Battaglia. Er lehrte ab 1961 an der Universität Salerno und von 1971 bis zu seinem Tod als Professor für italienische Literatur (zuerst für Dantephilologie) an der Universität Neapel. Er trat vor allem als Danteforscher hervor.

## Werke
- Il Romanzo "cortese" nel XII secolo, 2 Bde., Neapel 1963–1964
- Sussidi di esegesi dantesca, Neapel 1966, 1975
- Esperienze e/di letture dantesche, Neapel 1971
- Il romanzo teologico. Sondaggi sulla «Commedia» di Dante, Neapel 1984
- L'Altro scrittoio, Neapel 1987
- Con le Muse in Parnaso. Tre studi su Boccaccio, Neapel 1987, 1993
- Impero e stato di diritto. Studio su «Monarchia» ed «Epistole» politiche di Dante, Neapel 1987
- Capitoli per una storia della novellistica italiana dalle origini al Cinquecento, Neapel 1993
- Preliminari allo studio di Giovanni Boccaccio, Neapel 1993
- (Hrsg. mit Patrick Boyde) Dante e la scienza.  Atti del convegno internazionale di studi, Ravenna, 28-30 maggio 1993, Ravenna 1995
- «Io, cupo d’amore…». Tre interventi per Pasolini, Rom 1998
- Saggi di filologia dantesca, Neapel 2000
- «La poesia del Duecento» und «Intellettuali, società e storia nell’età di Dante, Petrarca e Boccaccio», in: Storia generale della letteratura italiana, hrsg. von N. Borsellino und W. Pedullà, Rom 2000, I, S. 325–481, II, S. 1–30;
- Il romanzo teologico. Seconda serie, Neapel 2002